# 普格杜鹃
普格杜鹃（学名：Rhododendron pugeense）为杜鹃花科杜鹃花属下的一个种。

## 扩展阅读
- 維基物種上的相關：普格杜鹃